# Nevaeh
Nevaeh, pseudonimo di Beth Crist (nata Vocke; New Carlisle, 29 gennaio 1986), è una wrestler statunitense che attualmente lavora per la federazione femminile Shimmer Women Athletes e per diverse federazioni indipendenti con sede nel nord degli Stati Uniti.

## Carriera nel wrestling
Nevaeh ha fatto il suo debutto nel pro wrestling il 1º dicembre 2005 perdendo contro Hellena Heavenly in un match per la Mad-Pro Wrestling al loro evento "Rise Up". Dopo aver lottato per la Heartland Wrestling Association e la Insanity Pro Wrestling nel 2006 e 2007 ha debuttato per la Ohio Championship Wrestling nel 2007 e ha iniziato un Feud con Ashley Lane. Nel novembre di quell'anno ha vinto il titolo femminile della promotion, il suo primo titolo. Oltre alla OCW il suo feud con Ashley si è sviluppato anche nella Cleveland All-Pro Wrestling e Bit Time Wrestling. Ha anche lottato regolarmente per la HWA tra il 2008 e il 2009, lottando contro Elizabeth Monroe e Heather Owens in diverse occasioni per entrambe le promotions.

### Shimmer Women Athletes (2008-2020)
Il 26 aprile 2008 Nevaeh ha fatto il suo debutto per la Shimmer Women Athletes ai tapings del Volume 17 dove lei e la sua rivale Ashley Lane hanno perso contro The Experience (Lexie Fyfe e Malia Hosaka). Si sono rifatte ai tapings del Volume 18, comunque, ottenendo un'upset win contro le Minnesota Home Wrecking Crew (Lacey e Rain). Il 5 luglio 2008 hanno battuto il duo di Veronika Vice e Cat Power prima di perdere contro le International Home Wrecking Crew (Rain e Jetta) rispettivamente nel Volume 19 e 20.
Il 19 ottobre 2008 Nevaeh e Ashley hanno vinto un six-team gauntlet match per coronare le prime Tag Team Champions della promotion dopo aver eliminato The Experience nel finale. Ai Tapings del Volume 22 hanno mantenuto con successo i loro titoli contro le Canadian NINJAS (Portia Perez e Nicole Matthews). Il
1º novembre i Tag Team Titles sono stati difesi fuori dalla SHIMMER per la prima volta quando Nevaeh e Ashley hanno mantenuto i loro titoli contro Stephie Sinclair e Hellena Heavenly in un match per la Insanity Pro Wrestling. Inoltre Nevaeh e Ashley hanno continuato a difendere i titoli fuori dalla SHIMMER e il 22 novembre hanno sconfitto Hailey Hatred e Mary Elizabeth allo Show HWA High Def mantenendo nuovamente i titoli. Il 19 dicembre Ashley e Nevaeh hanno mantenuto i loro titoli contro Angel Dust e Stephie Sinclair all'evento HWA World War III. Il 2 maggio Ashley e Nevaeh hanno mantenuto i loro titoli contro le International Home Wrecking Crew in un two out of three falls match. Il giorno successivo hanno mantenuto nuovamente i loro titoli sconfiggendo Sara Del Rey e Amazing Kong prima di perderli contro le Canadian NINJAS mettendo la parola fine al loro regno alla durata di 196 giorni.
Dopo aver perso i titoli Ashley e Nevaeh hanno perso un'altra volta contro Wesna Busic e Melanie Cruise l'8 novembre. Tuttavia si sono rifatte con una vittoria contro Kacey Diamond e Sassy Stephie più tardi quella sera.
Costretta a saltare i tapings del 10 e 11 aprile 2010 Ashley Lane ha lasciato Nevaeh sola in SHIMMER che ha fatto quindi il suo debutto in singolo. Nel Volume 29 ha perso contro Kellie Skater nell'Opening Match mentre il giorno dopo, nel Volume 32, ha perso contro Cat Power. Ha avuto il suo primo match ad alto livello in singolo contro la Former SHIMMER Champion Sara Del Rey, ma ha perso per sottomissione. La sua winning streak ha continuato imperterrita anche nel Volume 34 dove è stata schienata illegalmente da Daffney.

### Ring of Honor (2009)
Grazie all'accordo lavorativo tra la SHIMMER e la Ring of Honor Nevaeh ha fatto il suo debutto in ROH il 1º marzo 2009 e lei e Daizee Haze hanno sconfitto Sara Del Rey e Sassy Stephie nel quarto episodio della Ring of Honor Wrestling Il 29 maggio ha perso contro la SHIMMER Champion MsChif, ed è stato mandato in onda nel 14º episodio della Ring of Honor. Il giorno successivo lei e Daizee Haze hanno perso contro MsChif e Sara Del Rey, match mandando in onda nel 17º episodio della Ring of Honor.

### Wrestlicious
Nevaeh ha fatto il suo debutto come Kickstart Katie nel sesto episodio di Wrestlicious Takedown, prendendo parte ad una Battle Royal per decretare le due contendenti al titolo. Dopo aver perso ha fatto ritorno nel 7 episodio dove ha causato una sconfitta per squalifica a Brooke Lynn nel suo match contro Alexandra The Great. Nell'8º episodio ha perso in un Submission Match contro Alexandra The Great.

### Impact Wrestling (2020-presente)

#### Alleanza con Havok (2020-presente)
Nevaeh fa il suo debutto per Impact Wrestling il 21 aprile 2020 a Rebellion, dove si posiziona dietro le transenne durante il Full Metal Mayhem match fra Rosemary e la sua compagna di coppia nel circuito indipendente Havok, vinto dalla prima. Nella puntata di Impact del 12 maggio, Neveah si ripresenta nuovamente durante un altro incontro della Havok, questa volta perso contro Kimber Lee, che sfrutta una distrazione per ottenere la vittoria. Nella puntata di Impact del 26 maggio, Nevaeh interviene durante il rematch della Havok contro Kimber Lee, facendo vincere quest'ultima per squalifica dopo averla colpita, dunque riunendosi con la sua partner e mettendo in chiaro le loro intenzioni nell'intero roster delle knockout, stabilendosi quindi come face. Nella puntata di Impact del 2 giugno, Neveah e Havok sono intervistate nel backstage da Gia Miller, la quale chiede a Nevaeh il perché del suo arrivo a Impact, la ragazza dice che è amica di Jessicka da molti anni e che ha osservato dall’ombra tutta la situazione con Father James Mitchell, adesso che la sua amica è libera staranno insieme e formeranno un team. Nella puntata di Impact del 9 giugno, Nevaeh e Havok si scontrano nel backstage con Kiera Hogan e Tasha Steelz prendersi gioco delle due, Nevaeh propone una sfida per dare prova che le due non hanno paura di loro, ma Kiera e Tasha se ne vanno dicendo che sono impegnate. Nella puntata di Impact del 16 giugno, Nevaeh ha sconfitto Kimber Lee ottenendo la sua prima vittoria dal debutto; nel post match, Neveah e Havok vanno faccia a faccia con Kiera Hogan e Tasha Steelz, presenti dietro le transenne, le quali lanciano dei popcorn sulla Havok per provocarla e poi scappare, mentre Neveah trattiene l'amica. Nella puntata di Impact del 23 giugno, Neveah è stata sconfitta da Tasha Steelz, quando durante l'incontro Kiera Hogan cerca di distrarre Neveah, Havok interviene allontanandola, ma Tasha ottiene la vittoria con un roll-up a sorpresa tenendole il costume. Nella puntata di Impact del 30 giugno, Neveah ha accompagnato Havok nel suo match perso contro Kiera Hogan dopo una distrazione di Tasha Steelz, che lancia la maschera di Havok alla Hogan venendo colpita; inoltre, viene annunciato che Neveah prenderà parte ad un Gauntlet match per determinare la prima sfidante all'Impact Knockout's Championship a Slammiversary. Nella puntata di Impact del 7 luglio, Nevaeh e Havok si presentano durante il backstage talk show Locker Room Talk condotto da Madison Rayne, che stava avendo un confronto verbale con Kiera Hogan e Tasha Steelz, Havok dice alla Rayne che non prova dispiacere nei suoi confronti, ha creato un mostro e se lo merita, Kiera chiarisce che nessuno l'ha creata ma è stata se stessa a trasformarsi, Nevaeh dice che Kiera e Tasha sono state molto fortunate nelle scorse settimane però adesso la loro fortuna sta per scadere, Tasha chiede se sia una minaccia e dopo uno scambio di parole parte una rissa fra le due coppie, mentre Madison assiste sconvolta e chiude questo episodio del talk show. Nella puntata di Impact del 14 luglio Nevaeh, Alisha Edwards, Havok, Kylie Rae e Susie hanno sconfitto Kiera Hogan, Kimber Lee, Rosemary, Tasha Steelz e Taya Valkyrie. Il 18 luglio, a Slammiversary, Nevaeh prende parte al Gauntlet match per determinare la prima sfidante all'Impact Knockout's Championship entrando con il numero 11, ma viene eliminata per settima da Kimber Lee. Nella puntata di Impact del 21 luglio, Nevaeh e Havok hanno sconfitto Kiera Hogan e Tasha Steelz per squalifica, quando Tasha colpisce Havok con una sedia, interviene Nevaeh che le strappa la sedia dalle mani mettendola fuori gioco e Havok stende la Hogan al centro del ring. Nella puntata di Impact dell'11 agosto, Nevaeh e Havok sono state sconfitte da Kiera Hogan e Tasha Steelz in un No disqualification Tag team match.

## Personaggio

### Mosse finali
- Double Shot (Corkscrew neckbreaker)[16]

### Manager
- "The Gangsta of Love" Andre Heart[2]

## Titoli e riconoscimenti
- Heartland Wrestling Association
  - HWA Woman of the Year (2008)[2]
- Ohio Championship Wrestling
  - OCW Women's Championship (1 time)[3]
- Pro Wrestling Illustrated
  - PWI ranked her #32 of the best 50 female singles wrestlers in the PWI Female 50 in 2009[17]
- Shimmer Women Athletes
  - Shimmer Tag Team Championship (1 time) – con Ashley Lane[18]